# Neuverfilmung
Als Neuverfilmung oder Remake (verkürzt für englisch film remake) wird ein Film bezeichnet, der auf einem früher veröffentlichten Film oder einer schonmal verfilmten Vorlage basiert. Neuverfilmungen sind seit Bestehen des Films üblich und werden aus unterschiedlichen, besonders häufig jedoch kommerziellen Gründen gedreht und sind nicht selten umstritten. Es gibt verschiedene Typen und Unterkategorien von Neuverfilmungen, deren Abgrenzung zueinander nicht immer eindeutig möglich ist. Eng verwandt mit dem Remake ist auch das Reboot („Neustart“): Entsteht beispielsweise aus einem erfolgreichen Film eine Kinoserie (etwa Spider-Man), wird diese oft mit einem Reboot neu von vorne begonnen und fortgesetzt.

## Definition
Eine allgemeine Definition versucht der Filmwissenschaftler James Monaco, für den ein Remake die „Neuverfilmung eines schon einmal verfilmten Stoffes“ ist. Sie lässt indes offen, was unter dem Begriff „Stoff“ zu verstehen ist. Der Begriff „Stoff“ lässt verschiedene Interpretationen zu. Einerseits kann es sich hierbei um Drehbücher, Romane, Legenden oder historische Ereignisse handeln; andererseits bleibt ungewiss, wie groß die Parallelität zwischen alter und neuer Fassung sein kann.
Eine erneute Verfilmung eines Filmes oder literarischen Werkes wird durch den Begriff Neuverfilmung beschrieben. Oft wird jedoch zwischen einer Neuverfilmung und einer Neuadaption unterschieden. Die Neuadaption bezieht sich dabei vor allem auf die (literarische) Vorlage des Originalfilms und lässt dabei Aspekte des früheren Films außer Acht. So werden als Neuadaption vor allem Filme, die auf bekannter Literatur aufbauen und vorherige Verfilmungen größtenteils ignorieren, bezeichnet (u. a. Mary Shelley’s Frankenstein, 1994).
Dabei ist eine genaue Klassifizierung der einzelnen Filme vielfach schwierig. Ein Stempel „Neuverfilmung“ oder „Neuadaption“ wird vor allem auf Filme angewandt, die sich ausdrücklich (etwa in der Übernahme des Titels und Autoren des Originals) auf vorherige Arbeiten beziehen. In der Fachliteratur werden hier jedoch Probleme aufgezeigt, die in der Ermittlung der originären Arbeit liegen und der Definition, ab wann ein Film soweit mit einem anderen übereinstimmt, dass eine Klassifizierung angebracht ist, denn besonders in Subgenres des Filmes sind diese Grenzen fließend.

## Geschichte
Bereits seit Beginn des Filmes wurden Ideen oder ganze Filme als Neuverfilmungen wieder dem Zuschauer angeboten. So wird etwa L’Arrivée d’un train à La Ciotat (1895), einer der ersten Filme der Brüder Lumière, als Vorlage für die Neuverfilmungen der konkurrierenden Filmproduktionsfirmen Empire State Express (Bioscope, 1896) und Black Diamond Express (Edison, 1896) gesehen., S. 89 Als der Film in den folgenden Jahren als Jahrmarktsattraktion durch die Länder zog, waren Neuverfilmungen an der Tagesordnung. So finanzierte etwa der ortsansässige Unternehmer Ludwig Stollwerck eine Neuverfilmung am Kölner Hauptbahnhof. Dabei waren nicht nur das Ansinnen, erfolgreiche und beliebte Filme anderer zu kopieren, sondern auch der Verbrauch der Filmnegative als Grund zu nennen. Als ab den 1900er Jahren der Film komplexer wurde und eine sich langsam entwickelnde Autorenschaft der Filmschaffenden Rechtsstreite mit sich führte, verhalfen immer mehr abgewandelte Neuverfilmungen bei der Ausformulierung erster Filmgenres., S. 91
In den Folgejahren wurden Neuverfilmungen in der Filmindustrie aus mehreren Gründen produziert: Erfolgreiche Filme boten oft eine Garantie auf einen Erfolg der Neuverfilmung. Die gekauften, teuren Rechte an einer Vorlage wurden mehrfach verwertet, um den Profit zu erhöhen. So wurden in den 1930er und 1940er Jahren Neuverfilmungen durch dasselbe Studio oft bereits in Abständen von wenigen Jahren gedreht. Auch wurden technische Erneuerungen, etwa der Tonfilm, Farbfilm, Cinemascope oder computergestützte Spezialeffekte, durch Verwendung bereits erfolgreicher Filme als Vorlage getestet und eingeführt. Die Bedrohung durch neue Medien wie das Fernsehen oder Video führten ebenfalls zu einer erhöhten Produktion von Neuverfilmungen. Die hohe Anzahl von Neuverfilmungen bis in die 1950er Jahre wird auch mit dem damaligen Verständnis von Produzenten  und Zuschauern begründet, die Filme nur als aktuelles Produkt ansahen.
Auch eine künstlerische Ambition kann als Grund vieler Neuverfilmungen gesehen werden. Dies wird besonders in Fällen deutlich, in denen der Regisseur seine eigenen Filme neu verfilmt, wie etwa Alfred Hitchcock. Auch andere erfolgreiche und für die künstlerische Entwicklung des Films wichtige Filme sind Neuverfilmungen. So war der Klassiker des Film noir Die Spur des Falken (1941) bereits die dritte Verfilmung des Stoffes von Dashiell Hammett nach Der Malteser Falke (1931) und Der Satan und die Lady (1936).
Unter diesem Aspekt können auch Neuverfilmungen betrachtet werden, die die Vorlage an ein anderes Genre oder der Entwicklung eines Genres anpassen. Allgemein gehen neue Hochphasen eines Genres oft mit Neuverfilmungen von Genreklassikern einher. So waren nach erfolgreichen Neuverfilmungen und Adaptionen klassischer Schauerromane im amerikanischen Horrorkino der 1990er (u. a. Bram Stoker’s Dracula) ab den 2000er Jahren eine große Anzahl von Neuverfilmungen von amerikanischen Horrorfilmen der 1970er Jahre (u. a. Texas Chainsaw Massacre (2003) und Das Omen (2006)) in den Kinos.
Heute wird die Neuverfilmung besonders mit dem modernen Hollywood-Film in Verbindung gebracht, obwohl diese auch in anderen Filmländern und während der gesamten Geschichte des Films häufig praktiziert wurde und wird. Dies hat vor allem mit der dominanten Stellung des amerikanischen Kinos zu tun. Die Tradition, eine Neuverfilmung nicht-englischsprachiger Filme oft kurz nach der Veröffentlichung des erfolgreichen Originals als „amerikanisierte“ Version herauszubringen, wird mit der Ablehnung amerikanischer Zuschauer gegenüber Synchronisationen und Untertiteln begründet.

## Besonders häufig verfilmte Stoffe
Eine Weihnachtsgeschichte (Charles Dickens), Johanna von Orleans, Kleopatra, Die Schatzinsel und Robinson Crusoe wurden zum Beispiel häufig verfilmt.

## Exemplarische Neuverfilmungen
- Ben Hur: Der erfolgreiche Roman Ben Hur von 1880, der die Geschichte des fiktiven jüdischen Prinzen Judah Ben Hur erzählt, wurde bereits viermal verfilmt. Besonders die Versionen von 1925 mit Ramón Novarro in der Titelrolle und 1959 mit Charlton Heston sind als zwei der erfolgreichsten Filme in der amerikanischen Filmgeschichte bekannt und wurden vor allem für die Inszenierung des Wagenrennens gelobt. William Wylers Version von 1959 erhielt darüber hinaus elf Oscars.
- Psycho: Die Neuverfilmung Psycho erregte 1998 Aufsehen, weil Regisseur Gus Van Sant eine sehr stringente Form der Neuverfilmung vornahm. Er setzte den als Klassiker des Psychothrillers geltenden Film Psycho von Alfred Hitchcock aus dem Jahr 1960 in nahezu jeder Einstellung und mit unverändertem Dialog und Filmmusik um.
- Infam: Der Regisseur William Wyler hatte das Theaterstück The Children’s Hour von Lillian Hellman, das von zwei Lehrerinnen handelt, die verdächtigt werden, eine lesbische Beziehung zu haben, bereits 1936 unter dem Titel Three These verfilmt. Er musste jedoch damals auf Druck des Filmstudios United Artists, die ein Verbot wegen des Themas fürchteten, so viele Änderungen am Drehbuch vornehmen, dass er 1961 eine Neuverfilmung drehte, von der er damals behauptete, dass dies die eigentlich erste Verfilmung von The Children’s Hour sei.
- King Kong und die weiße Frau, ein Film der von der Liebe zwischen einer Frau und einem riesigen Gorilla handelt, entstand bereits 1933 und zog durch seinen Erfolg viele Fortsetzungen nach sich. 1976 wurde King Kong unter John Guillermin mit Jeff Bridges und Jessica Lange neu verfilmt. Trotz guter Kritiken war der Film finanziell nicht erfolgreich. 29 Jahre später wagte sich der vor allem durch die Filmreihe Der Herr der Ringe bekannt gewordene Regisseur Peter Jackson erneut an eine Verfilmung. King Kong kam 2005 mit Naomi Watts, Jack Black und Adrien Brody in die Kinos und wurde seit dem Original wieder ein großer Erfolg. Der Film spielte mehr als 550 Millionen US-Dollar ein.
- Funny Games: Funny Games ist ein Film von Michael Haneke aus Österreich aus dem Jahr 1997, er wurde als Funny Games U.S. von ihm selbst 2007 wieder verfilmt.